# Rey Can
El Rey Can es un personaje del folklore y la tradición nórdica que aparece en muchas fuentes escandinavas: Chronicon Lethrense, Annales Lundenses, Gesta Danorum (libro 7), Heimskringla (Hákonar saga góða), Hversu Noregr byggðist y muy probablemente en Skáldatal.
Chronicon Lethrense y Anales de Lunda cita que a la muerte del rey danés Halga (es el nombre que aparece en el poema Beowulf; en otras fuentes aparece como Helgo, Helghe o Helgi.), el rey sueco Eadgils (Athisl, en Anales de Lunda, o Hākun en Chronicon lethrense. En otras fuentes Aðils, Aðísl, Adillus o Athislus.) envió un pequeño perro a los daneses para que lo tomaran como rey pero advirtió que cualquiera que le comunicara sobre su muerte perdería la vida. Un día, cuando perros más grandes se encontraban peleando, el pequeño perro rey saltó y se interpuso entre ellos, matándolo en la refriega. Luego Lǣ, el gigante de Lǣsø̄ (Læsø), dio algunos consejos a quien cuidaba su ganado, Snær (Lǣ es una forma danesa de Hlér, un nombre común para Ægir que es el tío-bisabuelo de Snær en la tradición nórdica). Snær fue a la corte de Hākun y hablando con adivinanzas finalmente logró que fuese el rey mismo quien dijera que el perro había muerto. Snær fue entonces designado rey de Dinamarca en lugar del perro. Fue un rey despiadado, opresivo y deshonesto. Envió a su sirviente llamado Roth ('Rojo'), el cual le desagradaba, al gigante Lǣ para que le preguntase como él, Snær, iba a morir, intentado así que Lǣ matara a Roth que sería incapaz de pasar las pruebas del gigante. Roth pasó las pruebas y Lǣ le dio un par de guantes para que se los llevase a Snær como respuesta. Snær se los puso durante una asamblea y lo atacaron pulgas que lo devoraron hasta la muerte. Luego de esto el hijo de Helgi, Hrólfr Kraki se convirtió en rey.
Gesta Danorum, libro 7, Saxo Grammaticus menciona a Gunnar, "el más valiente de todos los suecos" que invadió Noruega y disfrutaba más asesinando que con los pillajes y devastando. Para humillar a los noruegos tras su victoria contra su anciano rey Ragnald, eligió a un perro como su jarl para gobernar el territorio, entonces asignó gobernadores para que se encargasen de los asuntos de estado en nombre del perro, y un séquito de nobles para gestionarlos. Así ordenó que cualquiera que faltase al respeto al rey can fuese mutilado.
Hversu Noregr byggðist y Hákonar saga góða hablan de un rey llamado Eysteinn inn illráði que tenía a un perro como virrey. Hversu solo hace mención del hecho y Hákonar saga góða le dedica algunos detalles más. Cuando el rey de Oppland (Eysteinn Upplendingakonungr o Eysteinn hinn illi) conquista Trondheim, envía a su hijo Onund para gobernar el territorio pero los habitantes de Trondheim se rebelan y le matan por lo que vuelve a conquistar el territorio y entonces les da a elegir entre su esclavo, Thorer Faxe, o su perro Saurr (que significa "excremento"), como nuevo virrey. Los noruegos eligen al perro, ya que pensaban que podrían desembarazarse del can pronto. Durante tres años el perro es tratado a cuerpo de rey, con un collar de oro, cortesanos, trono, una mansión y firmando de forma rutinaria los decretos con sus huellas. Un día los lobos entran en su habitáculo y lo destrozan a pedazos.
Skáldatal menciona que un escaldo llamado Erpr lútandi fue sentenciado a muerte por matar dentro de un recinto considerado un santuario. Pudo salvar su vida componiendo un drápa para el Rey Can, Saurr. Este personaje Erpr era el escaldo de Eysteinn Beli, que fecha el evento hacia el siglo IX. 
El Rey Can Saurr aparece en el contexto de dos reyes llamados Eysteinn (hinn) illráði que vivieron en Oppland y Uppland respectivamente, y no parece que sea una coincidencia. Una confusión similar sucede con el rey sueco Onela y el rey Áli de la Oppland noruega (en lugar de la sueca Uppland).